# محسن عباسی
محسن عباسی (۱ بهمن ۱۳۴۳ در تهران) نویسنده ایرانی است. از وی تاکنون چهار مجموعه داستان کوتاه و همچنین سه رمان منتشر شده است.

## تحصیلات
وی فارغ‌التحصیل مهندسی برق - الکترونیک از دانشگاه سیستان و بلوچستان و کارشناس ارشد پژوهش هنر از دانشگاه آزاد واحد تهران مرکز می‌باشد.

## آثار
مجموعه داستان کوتاه
- در هوای گرگ و میش، (۱۳۹۲) انتشارات رخداد نو
- بی وزنی، (۱۳۹۵) نشر افق
- زن غمگین، (۱۳۹۶) نشر نی
- خبرم را از بادها بگیر[۳]، (۱۳۹۹) نشر ثالث

رمان‌ها
- چرخ و فلک[۴]، (۱۳۹۸) انتشارات نیماژ
- در دسترس نیست، (۱۴۰۰) نشر ثالث
- کارت پستال تهران، (۱۴۰۲) انتشارات ققنوس

## جوایز و افتخارات
- بهترین مجموعه داستان کوتاه (مشترک) در سیزدهمین دوره جایزه گلشیری، مجموعه داستان در هوای گرگ و میش، ۱۳۹۳.[۵]
- جایزه دوم در اولین دوره جایزه ادبی - هنری سیلک، مجموعه داستان در هوای گرگ و میش، ۱۳۹۳.
- نامزد هفتمین دوره جایزه ادبی جلال آل احمد در بخش مجموعه داستان کوتاه، مجموعه داستان در هوای گرگ و میش، ۱۳۹۳.
- نامزد دهمین دوره جایزه ادبی جلال آل احمد در بخش مجموعه داستان کوتاه، مجموعه داستان بی وزنی، ۱۳۹۶.[۶]
- نامزد هفتمین دوره جایزه ادبی هفت اقلیم در بخش مجموعه داستان کوتاه، مجموعه داستان بی وزنی، ۱۳۹۶.[۷]
- نامزد هشتمین دوره جایزه ادبی هفت اقلیم در بخش مجموعه داستان کوتاه، مجموعه داستان زن غمگین، ۱۳۹۷.[۸]
- نامزد دوره های نوزدهم و بیستم جایزه مهرگان ادب در بخش مجموعه داستان کوتاه، مجموعه داستان زن غمگین، ۱۳۹۸.[۹]